# Li Hongzhang
Li Hongzhang, född 16 februari 1823 i Hefei, Anhui, död 7 november 1901 i Peking, var en kinesisk statsman, militär och vicekung över provinsen Zhili, under den sena Qingdynastin.

## Tidig karriär
Li gjorde sig bemärkt under Taipingupproret, då han i spetsen för ett litet krigaruppbåd fördrev de upproriska från sin födelseprovins Anhui samt sedan erhöll ett högt befäl och samverkade med major Charles George Gordons armé i dess segerrika strider 1863-64. Li hade 1861 utnämnts till provinsdomare i Zhejiang och blev 1864 guvernör över Jiangsu-provinsen, som just återerövrats från de upproriska.
Han undertryckte 1866-70 ett nytt uppror av Nian-rebellerna ("de nordliga rebellerna"). 1870 blev han vicekung över provinsen Zhili, där han energiskt undertryckte alla försök att åstadkomma främlingsfientliga folktumult. Li blev snart även superintendent över handeln i Tianjin, Yantai och Yingkou och var sedan till sin död den faktiske ledaren av Kinas utrikespolitik.

## Nationell roll
Efter Tongzhi-kejsarens död (1875) deltog Li i den statskupp, varigenom den späde Guangxu uppsattes på tronen under de båda änkekejsarinnornas förmynderskap. Han fick 1883 befälet över trupperna i de till Tonkin gränsande provinserna, ledde de underhandlingar med Frankrike, som föregick utbrottet av kriget mot Frankrike (1884), och var även Kinas främste underhandlare vid freden i Tianjin (1885).
Övertygad genom motgångarna under kriget och den raskt fortgående moderniseringen av det japanska samhället om nödvändigheten för Kina att tillägna sig de moderna europeiska uppfinningarna, särskilt på försvars- och kommunikationsväsendets områden, skapade Li i norra Kina en modernt beväpnad och exercerad armé och en krigsflotta, befäste Port Arthur, Dagu-forten och andra strategiskt viktiga punkter vid kusten samt ivrade för vägsystemets förbättring. Med Japan sökte han undvika konflikter, men kunde ej förhindra utbrottet av 1894-95 års kinesisk-japanska krig om de båda rikenas inflytande i Korea. Olyckorna under kriget skyllde man på honom och hans förbindelser med "västerns barbarer", och han föll 1894 i onåd, men återkallades redan i febr. 1895 och sändes som fredsunderhandlare till Japan. I mars samma år sårades han genom ett pistolattentat av en fanatisk japan, men kunde dock slutföra underhandlingarna till freden i Shimonoseki (17 april 1895), varjämte han i Peking (nov.) avslöt det fördrag, varigenom Japan, efter påtryckning från europeiska makter, förband sig att mot ökad krigsskadeersättning återlämna den av Kina i Shimonoseki avträdda Liaodong-halvön. Li slöt följande år det så kallade "Li-Lobanov-avtalet" med den ryske diplomaten Aleksej Lobanov-Rostovskij, vilket tillerkände Ryssland vidsträckta förmåner i Manchuriet.

## Senare karriär

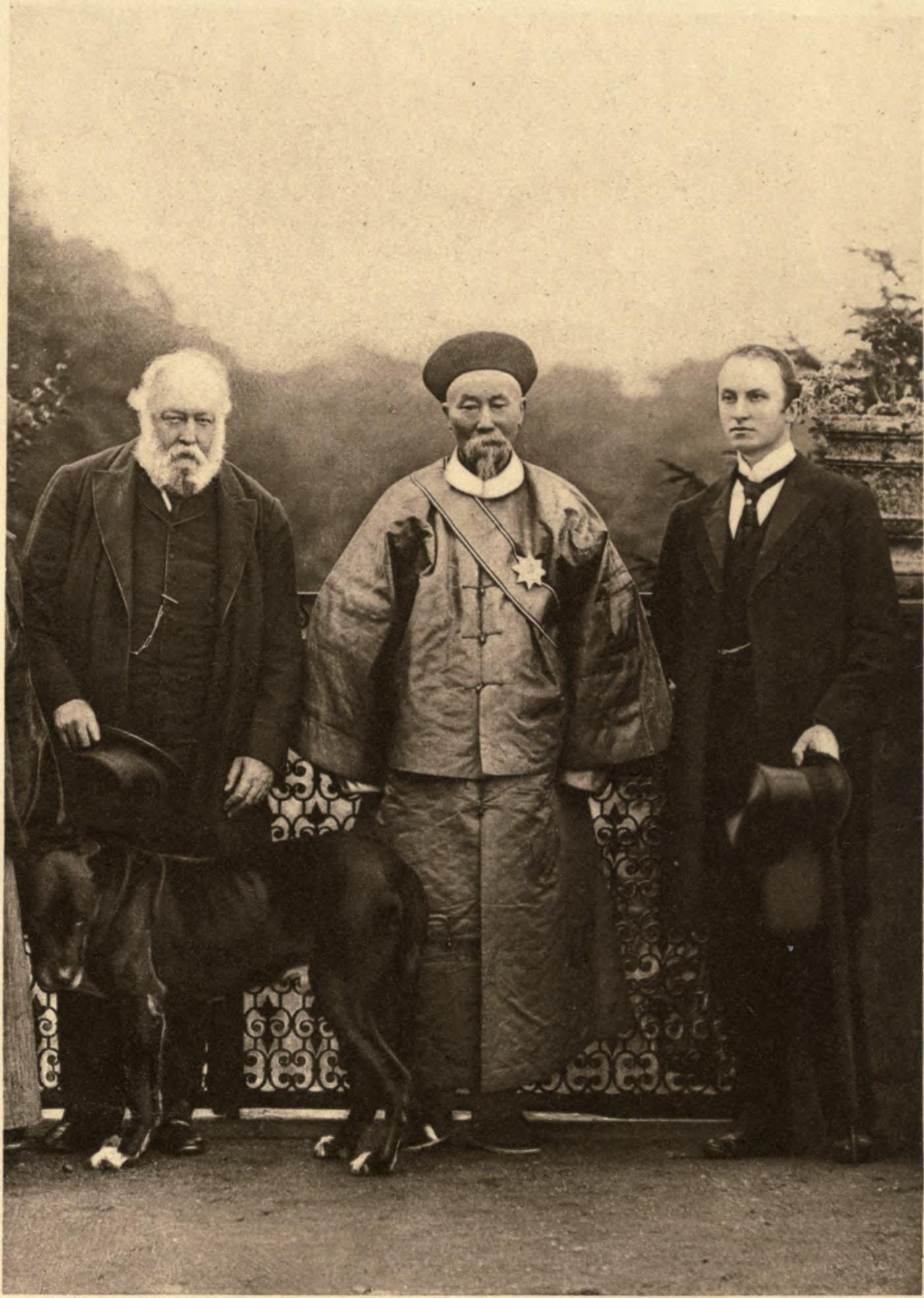
Li Hongzhang med Lord Salisbury och Lord Curzon

Li utnämndes i augusti 1895 till Kinas kansler, representerade sitt land vid Nikolai II:s kröning i Moskva 1896 samt besökte därefter Berlin, Haag, London och Förenta staterna, överallt mottagen med stora hedersbetygelser. Hans inflytande vid hovet förblev oberört av 1898 års palatsrevolution, som gav hela regeringsmakten åt Lis gamla beskyddarinna, änkekejsarinnan Cixi, men 1900 avlägsnades han, hälft i onåd, till Liangguang som vicekung.
Utbrottet av Boxarupproret sommaren 1900 tvingade emellertid änkekejsarinnan att återkalla Li Hongzhang till sin tjänst och tillkomsten av fredsprotokollet med de intervenerande makterna (7 sept. 1901) var från kinesisk sida väsentligen frukten av hans ansträngningar.

## Eftermäle
Li har stundom på grund av sin diplomatiska skicklighet och sin energiska statskonst kallats "Kinas Bismarck". En jättestaty i brons (gjuten hos Lenz i München) av Li restes 1906 i det över honom byggda minnestemplet nära Shanghai. 
Han var till en viss grad reformvänlig och kände bättre än den äldre generationen i övrigt av sina landsmän den europeiska civilisationen, för vars materiella sidor erfarenheten hade lärt honom respekt. Personligen var Li ganska hänsynslös, vid ett tillfälle under Taipingupproret höll ett skamligt löftesbrott mot några tillfångatagna upprorsledare på att kosta honom livet för den uppbragte Gordons hand, och i de trolösa sidorna av änkekejsarinnan Cixis politik var han nog ej alldeles utan delaktighet. För Kinas utveckling har Lis verksamhet emellertid varit af oerhörd och, i stort sett, välgörande betydelse.